# Porpác
Porpác is een plaats (község) en gemeente in het Hongaarse comitaat Vas. Porpác telt 156 inwoners (2001).